# En röst i natten
En röst i natten (Midnight Caller) är en amerikansk TV-serie som producerades åren 1988–1991. Serien har visats i flera omgångar på svensk TV, senast i TV4 Guld.

## Handling
Serien handlar om den före detta polismannen Jack Killian som efter att ha vådaskjutit sin kollega till döds övergår till att prata i radio på nätterna. På så vis kommer han i kontakt med många udda existenser, och en hel del brottslingar.
Varje avsnitt avslutas med Killians sign-off: "This is your host Jack Killian, on KJCM, 98.3 on your FM-dial and Good night America... wherever you are."

## Rollista (urval)
| Gary Cole            | – Jack "Nighthawk" Killian |
| Dennis Dun           | – Billy Po                 |
| Arthur Taxier        | – Lt. Carl Zymak           |
| Mykelti Williamson   | – Deacon Bridges           |
| Wendy Kilbourne      | – Devon King               |
| Jerado Carmona       | – Jerado                   |
| Steven Anthony Jones | – Martin Slocum            |
| Lisa Eilbacher       | – Nicky Molloy             |